# Vårt hems idealbibliotek
Vårt hems idealbibliotek är en bokserie utgiven av Vårt hems förlag, omfattande 15 delar utgivna år 1939. Böckerna i serien var nya utgåvor av redan utgivna romaner och antologier, och bestod av verk av både svenska och utländska författare.